# سینت-میخیلسخستل
سینت-میخیلسخستل (به هلندی: Sint-Michielsgestel) یک شهرستان در هلند است که در برابانت شمالی واقع شده‌است.

## خصوصیات
سینت-میخیلسخستل ۶ متر بالاتر از سطح دریا واقع شده‌است.

## خواهرخوانده
شهر Buk خواهرخواندهٔ سینت-میخیلسخستل هست.

## نگارخانه

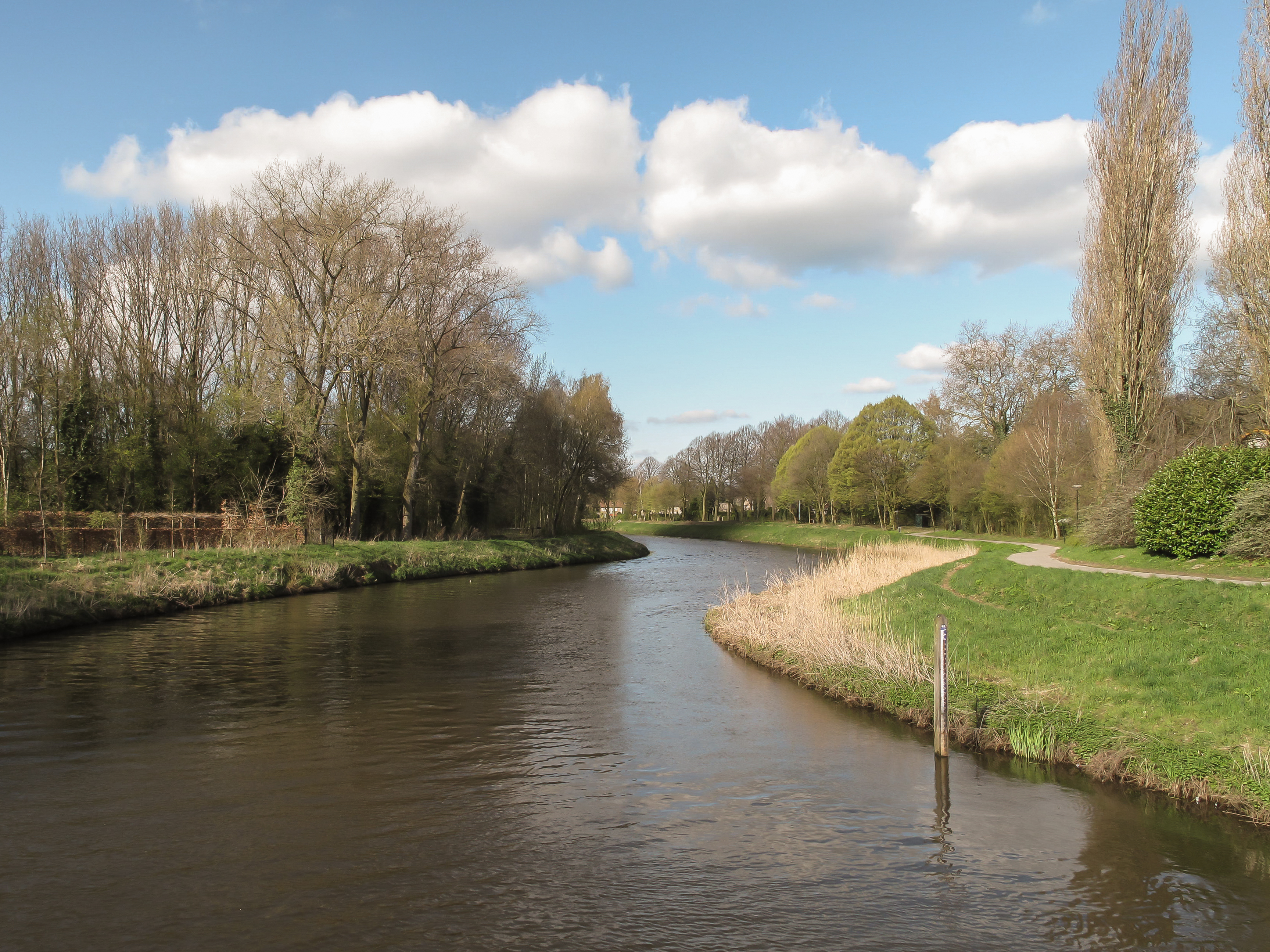
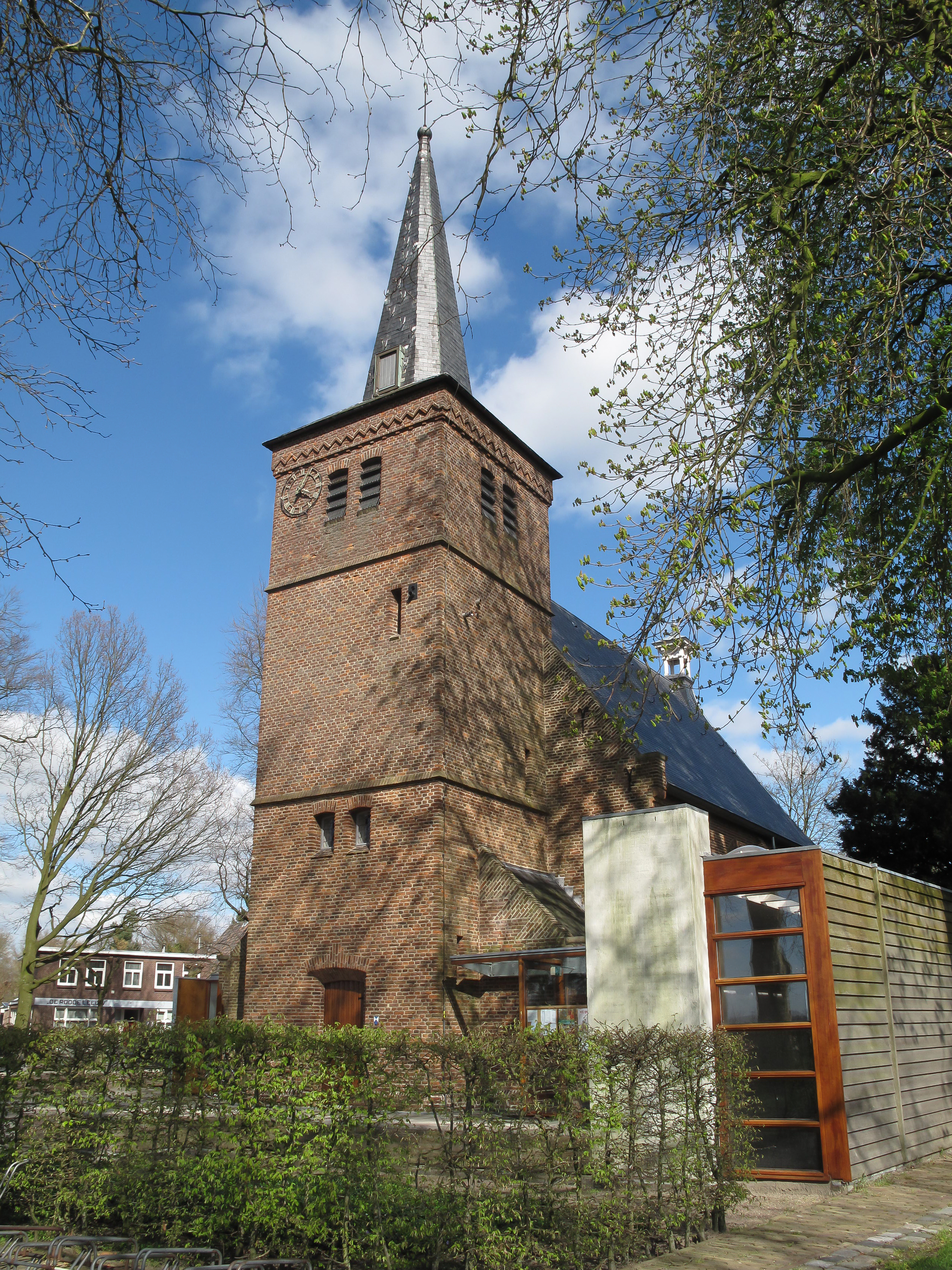
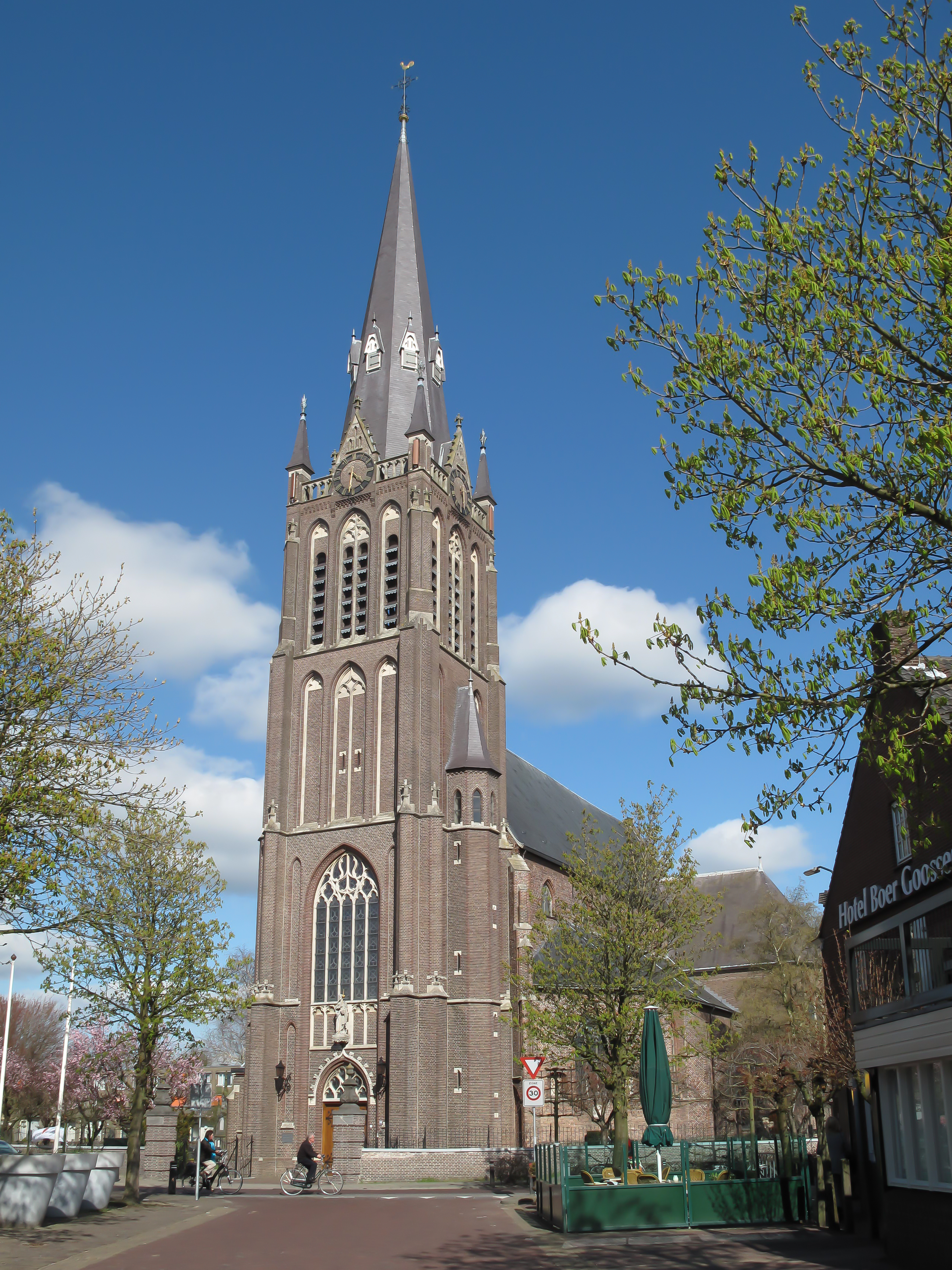